# Планта, Петер Конрадин фон
Петер Конрадин фон Планта (24 сентября 1815, Цернец — 13 сентября 1902, Канова) — швейцарский юрист, журналист, чиновник и политик, общественный деятель, меценат, драматург, историк-краевед.

## Биография
Петер Конрадин фон Планта происходил из знатной семьи. В 1828—1834 годах учился в гимназии в Куре и школе св. Фомы (Томаса) в Лейпциге. С 1834 по 1836 год изучал право в Лейпцигском и Гейдельбергском университетах. В 1841 году стал мэром Цернеца. С 1843 по 1848 год сотрудничал в журналах «Heil des Tellen» и «Neue Helvetia», в 1843—1848 годах в газете «Freie Rätier», с 1851 по 1856 год в «Liberalen Alpenboten» и в 1860—1865 годах в «Neue Bündner Zeitung». Придерживался либеральных политических взглядов.
В кантоне Граубюнден состоял на государственной службе, занимал различные должности: клерка (1844—1847) штадтрихтера (1848—1849), президента округа Кур (1852, 1854—1859), окружного судьи (1860—1863), регирунгсрата (1850—1853), члена кантонального правительства (1851—1852—1854—1866), гроссрата при кантональном парламенте (1841—1849—1854—1856—1861), президента кантонального суда (1855—1870). Кроме того, избирался в Кантональный совет в 1852—1855 и 1862—1867 годах, а в 1857 году — в Национальный совет. 
После ухода из политики Петер Конрадин фон Планта работал адвокатом и актуарием (в 1867—1874 годах) в федеральном суде в Берне. Участвовал в создании Гражданского кодекса Граубюндена в 1861 году. С 1856 года возглавлял Швейцарское благотворительное общество, с 1873 года швейцарскую ассоциацию юристов, в 1869—1891 годах — историческое и антикварное общество Граубюндена, серьёзно занимаясь изучением его истории. В 1862 году ему было присвоено звание почётного доктора Цюрихского университета. До 1850 года владел замком Вилденберг, но затем продал его.
Петер Конрадин фон Планта написал несколько известных в своё время драм: Der rhätische Aristokrat" (1849); «Hans Waldmann» (1861); «Nikolaus von der Flüe auf dem Tag zu Stans» (1863); «Rhätische Parteigänger» (1864); «Thomas Massner, Ratsherr von Chur» (1874), а также сочинение об истории театра «Dramatisierte Geschichten» (1885—1886). Написал также несколько стихотворений, однако и они, и его драмы были негативно восприняты критиками. Другие известные работы его авторства: «Das alte Rätien» (1872), «Die Schweiz in ihrer Entwickelung zum Einheitsstaate» (1877), «Geschichte von Graubünden» (1892, сочинение по истории его родного кантона), «Mein Lebensgang» (1901).